# Bandera de Roraima
La bandera de Roraima es uno de los símbolos oficiales del estado de Roraima, Brasil. Fue diseñada por Mario Barreto, y creada por la ley estatal n.º 133 del 14 de junio de 1996, que "Dispone la adopción de los símbolos del Estado de Roraima, en conformidad con el artículo 10 de la Constitución Política del Estado y otras disposiciones".

## Descripción

Descripción del diseño de la bandera, tal como se presenta en el anexo de la Ley N.º 133.

Su formato consiste en un rectángulo con proporción (ancho-largo) de 7:10, y su diseño está dividido en tres franjas diagonales en orden de izquierda a derecha, y hacia arriba. Los colores de la bandera son, respectivamente: azul turquesa, blanco y verde. En la parte inferior de la bandera hay una estrecha raya roja. En el centro de la bandera, apoyada en la raya roja, hay una estrella de oro con unas dimensiones que superan la franja blanca central.

## Simbolismo

Antigua bandera del Territorio Federal del Río Branco (hasta 1986).

Los principales colores de la bandera (verde, amarillo, azul y blanco) son una representación del estado de la integración con Brasil, separadamente cada color tiene un significado específico:
- El verde representa los bosques densos y sabanas;
- El amarillo (la estrella), representa la abundante riqueza mineral;
- El blanco, la paz y el azul, el cielo y los aires puros de Roraima;
- La delgada raya roja simboliza el ecuador;
- La estrella amarilla, Muliphem que en la bandera nacional representa el estado de Roraima.